# NGC 6961
NGC 6961 este o galaxie situată în constelația Vărsătorul. A fost descoperită în 27 august 1857 de către William Parsons, 3rd Earl of Rosse⁠(d). Se află la o distanță de 53,17 de megaparseci de Pământ.